# OCHA Kobe
OCHA Kobeとは、国連人道問題調整事務所(OCHA: オチャ)・神戸事務所の略称。OCHA神戸。OCHAは1992年に国際連合総会決議46/182によって設立された国連事務局の一つであり、2002年には兵庫県神戸市の防災拠点、HAT神戸内に神戸事務所を正式に設立した。2012年1月からは業務を刷新し、日本の関係機関とのパートナーシップを通じて、自然災害や紛争など緊急時対応と備えの強化を推進することとなった。